# 1964年の日本競馬
1964年の日本競馬（1964ねんのにほんけいば）では、1964年（昭和39年）の日本競馬界についてまとめる。馬齢は旧表記で統一する。
1963年の日本競馬 - 1964年の日本競馬 - 1965年の日本競馬

## 概要
中央競馬ではシンザンが、史上2頭目、戦後初の牡馬クラシック三冠馬となった。またカネケヤキが桜花賞、優駿牝馬を制し、牝馬クラシック二冠となった。なお当時は秋に旧4歳牝馬限定の大レースが存在しなかったため、カネケヤキは菊花賞に出走し、5着となった。

## できごと

### 1月 - 3月
- 1月3日 - 中央競馬の1回中山・1回京都開催より、場内テレビにてオッズと馬体重が発表されるようになる[1]。
- 1月9日 - 宮崎県の都城競馬場が指定取り消しとなる[1]。
- 3月14日 - 中山競馬に出走を予定していたハヤトオーが何者かに故意に注射され、出走取消となる事件が発生。
- 3月18日 - 岩手県競馬組合が設立される[1]。

### 4月 - 6月
- 4月1日 - 地方競馬全国協会は組織規程の一部を改正、騎手教養所を独立させ、また庶務課・教養課を新設[2]。
- 4月10日 - 日本労働組合全国協議会の72時間ストライキのため、中央競馬の2回京都1日・2日、3回東京1日・2日は管理職により競馬を遂行される[2]。
- 4月25日 - 市川房枝ら女性議員4名が新橋場外発売所を視察する[2]。
- 5月20日 - 地方競馬全国協会では騎手表彰規程を定め年間を通じ騎乗成績優秀な騎手を表彰することとした[2]。
- 5月23日 - 中央競馬で東京・中山・京都・阪神の4場での100円券発売を中止し、200円券を最低単位とした[2]。
- 5月24日 - カネケヤキが優駿牝馬を優勝し牝馬クラシック二冠を達成。
- 5月30日 - 鹿児島県の鹿屋競馬場が指定取り消しとなる[2]。
- 6月1日 - 尾形藤吉調教師が黄綬褒章を授与される[2]。
- 6月13日 - 中央競馬3回阪神1日開催よりトータライザーが実施される[2]。

### 7月 - 9月
- 8月1日 - 中央競馬で3回中京オリンピック臨時競馬が行われる[2]。
- 8月30日 - 京都競馬場の調教馬場、診療所、厩舎3棟が竣工する[2]。
- 9月2日 - 中山競馬場のスタンド増築工事、馬場の改修工事が竣工する[2]。
- 9月5日 - 中央競馬において、3回中山開催から競走中の順位表示を実施する[2]。
- 9月16日 - 日本中央競馬会の創立10周年記念式典がホテルオークラで執り行われる[2]。

### 10月 - 12月
- 10月12日 - ワシントンDCインターナショナルに出走するリユウフオーレルが羽田空港を出発[2]。
- 10月22日 - 馬事公苑でオリンピック馬場馬術競技が行われる[2]。
- 10月31日 - 中山競馬場で行われた見習騎手レースで7頭が落馬する事故が発生。騎手1人が意識不明の重体に。
- 11月6日 - 地方競馬全国協会の騎手教養所が八王子市から栃木県塩原町に移転する[2]。
- 11月8日 - 中央競馬の騎手境勝太郎が、マニラで行われた国際招待競走で優勝した[2]。
- 11月12日 - 中央競馬振興会の「競馬文化委員会」が帝国ホテルにて開催される[2]。
- 11月15日 - シンザンが菊花賞を優勝し、牡馬クラシック三冠を達成[2]。
- 12月17日 - 春木競馬場のスタンド竣工式が行われる[3]。
- 12月27日 - 地方競馬全国協会が事務所を東京都港区飯倉町に移転[3]。

### その他
- 3月頃より、新潟県は信濃川関屋分水事業に関連して、新潟競馬場（関屋競馬場）と北蒲原郡豊栄町に建設予定の新競馬場とを等価交換することに決定、新競馬場の建設が始まる[1]。

## 競走成績

### 中央競馬・八大競走
- 第24回桜花賞（阪神競馬場・4月5日）優勝 : カネケヤキ（騎手 : 野平祐二）
- 第24回皐月賞（東京競馬場・4月19日）優勝 : シンザン（騎手 : 栗田勝）
- 第49回天皇賞（春）（京都競馬場・4月29日） 優勝 : ヒカルポーラ（騎手 : 高橋成忠）
- 第25回優駿牝馬（オークス）（東京競馬場・5月24日) 優勝 : カネケヤキ（騎手 : 野平祐二）
- 第31回東京優駿（日本ダービー）（東京競馬場・5月31日) 優勝 : シンザン（騎手 : 栗田勝）
- 第5回宝塚記念（阪神競馬場・7月5日）優勝：ヒカルポーラ（騎手：高橋成忠）
- 第25回菊花賞（京都競馬場・11月15日） 優勝 : シンザン（騎手 : 栗田勝）
- 第50回天皇賞（秋）（東京競馬場・11月23日） 優勝 : ヤマトキヨウダイ（騎手 : 梶与四松）
- 第9回有馬記念（中山競馬場・12月27日）優勝： ヤマトキヨウダイ（騎手： 梶与四松）

### 中央競馬・障害
- 第52回中山大障害（春）（中山競馬場・3月15日）優勝 : フジノオー（騎手 : 横山富雄）
- 第53回中山大障害（秋）（中山競馬場・10月11日）優勝： フジノオー（騎手：横山富雄）

### 地方競馬主要競走
- 第10回東京都ダービー（大井競馬場・5月14日）優勝 : パールマウンテン（騎手 : 大和田五郎）
- 第10回東京大賞典（大井競馬場・12月30日）優勝 : オリオンホース（騎手 : 佐々木竹見）

## 表彰

### 啓衆社賞
- 年度代表馬・最優秀4歳牡馬　シンザン（京都）
- 最優秀3歳牡馬 キーストン
- 最優秀3歳牝馬 エイトクラウン
- 最優秀4歳牝馬 カネケヤキ
- 最優秀5歳以上牡馬 ヤマトキヨウダイ
- 最優秀5歳以上牝馬・最良スプリンター トースト
- 最優秀障害馬 フジノオー
- 最優秀アラブ オーギ

## リーディング

### リーディングジョッキー
| 分類         | 騎手の氏名 | 勝利数 |
| ------------ | ---------- | ------ |
| 中央競馬     | 加賀武見   | 88     |
| 地方競馬     |            |        |
| ばんえい競走 |            |        |

### リーディングトレーナー
| 分類         | 騎手の氏名 | 勝利数 |
| ------------ | ---------- | ------ |
| 中央競馬     | 尾形藤吉   | 91     |
| 地方競馬     |            |        |
| ばんえい競走 |            |        |

### リーディングサイアー
| 順位 | 中央競馬     | 地方競馬 |
| ---- | ------------ | -------- |
| 1    | ヒンドスタン |          |

### リーディングブルードメアサイアー
| 順位 | 中央競馬・地方競馬総合 |
| ---- | ---------------------- |
| 1    |                        |

## フリーハンデ(優駿)
- 関東3歳
  - 56　リュウゲキ
  - 55　フジマサ
- 関東4歳
  - 62　ウメノチカラ
- 関東5歳以上
  - 66　ヤマトキョウダイ
  - 64　メイズイ
  - 63　トースト
- 関西3歳
  - 56 キーストン
  - 55 ダイコーター
- 関西4歳
  - 63　シンザン
- 関西5歳以上
  - 64 リュウフォーレル
  - 63 ヒカルポーラ
  - 60 コウタロー

## 誕生
この年に生まれた競走馬は1967年のクラシック世代となる。

### 競走馬
- 2月29日 - アサデンコウ
- 3月17日 - フイニイ
- 3月29日 - ヤマピツト
- 4月6日 - リユウズキ
- 4月6日 - シーエース
- 4月9日 - ヒカルタカイ
- 4月10日 - ニツトエイト
- 5月2日 - ヤシマナシヨナル
- 5月22日 - メジロタイヨウ
- 5月30日 - モンタサン

### 人物
- 1月11日 - 北出成人調教師（JRA）
- 1月26日 - 山口竜一騎手、調教師（ホッカイドウ）
- 3月1日 - 増井裕騎手（JRA）
- 3月8日 - 吉岡牧子騎手（益田）
- 3月27日 - 張田京騎手、調教師（船橋）
- 3月28日 - 角居勝彦調教師（JRA）
- 6月3日 - 出津孝一騎手（JRA）
- 7月6日 - 前野幸一騎手（金沢）
- 9月5日 - 北村欣也騎手（佐賀）
- 9月20日 - 手塚貴久調教師（JRA）
- 10月4日 - 鷹野宏史騎手（JRA）
- 11月12日 - 丸山侯彦騎手（高崎）
- 11月26日 - 中竹和也騎手、調教師（JRA）
- 12月14日 - 坂本勝美騎手、調教師（JRA）
- 12月24日 - 千葉津代士騎手（ホッカイドウ）

## 死去

### 競走馬
- 8月10日 - スウヰイスー
- 9月10日 - クリフジ